# Nordfriedhof (Nordhorn)

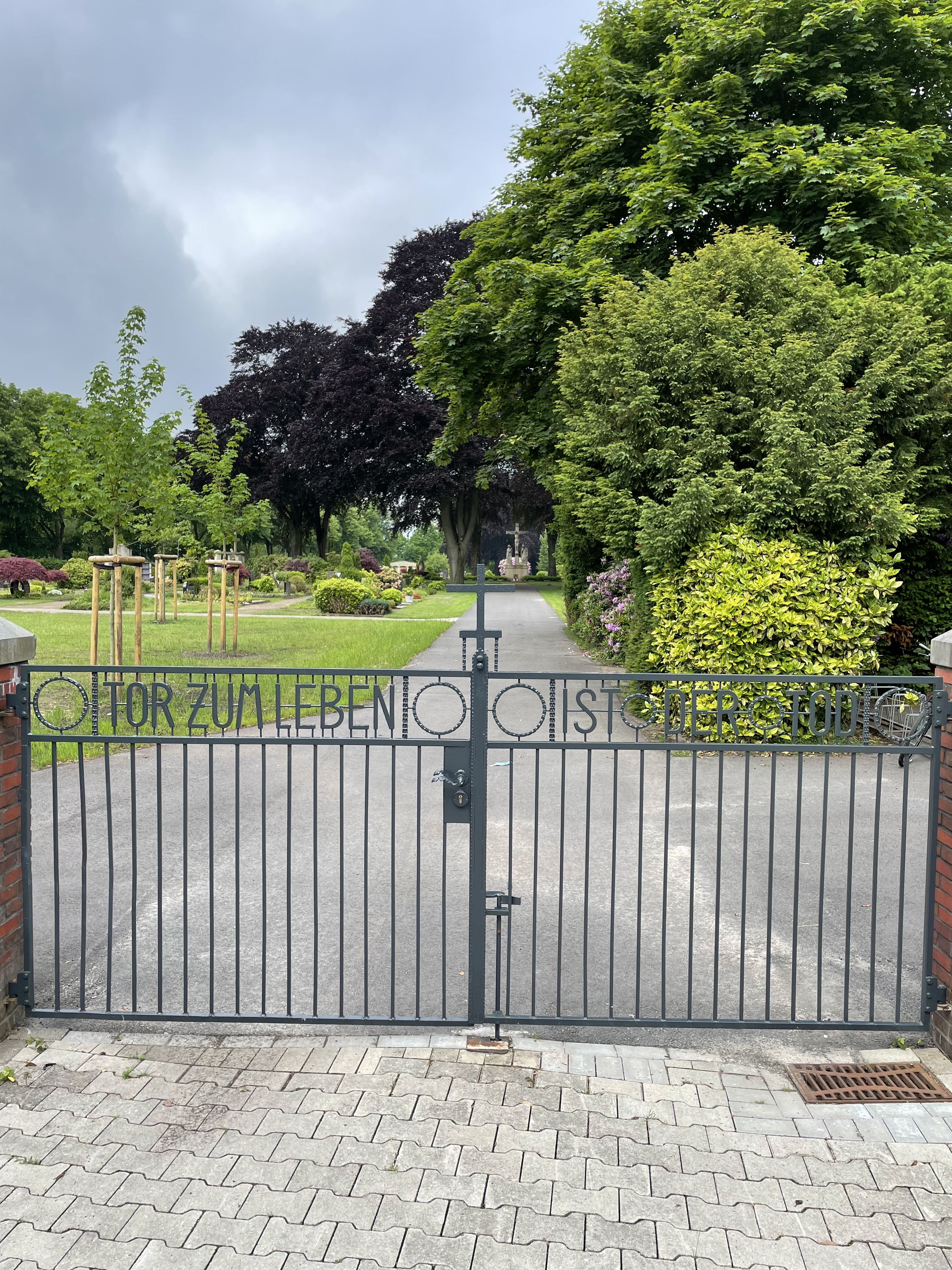
Doppelflügeltor, Haupteingang „Tor zum Leben ist der Tod“

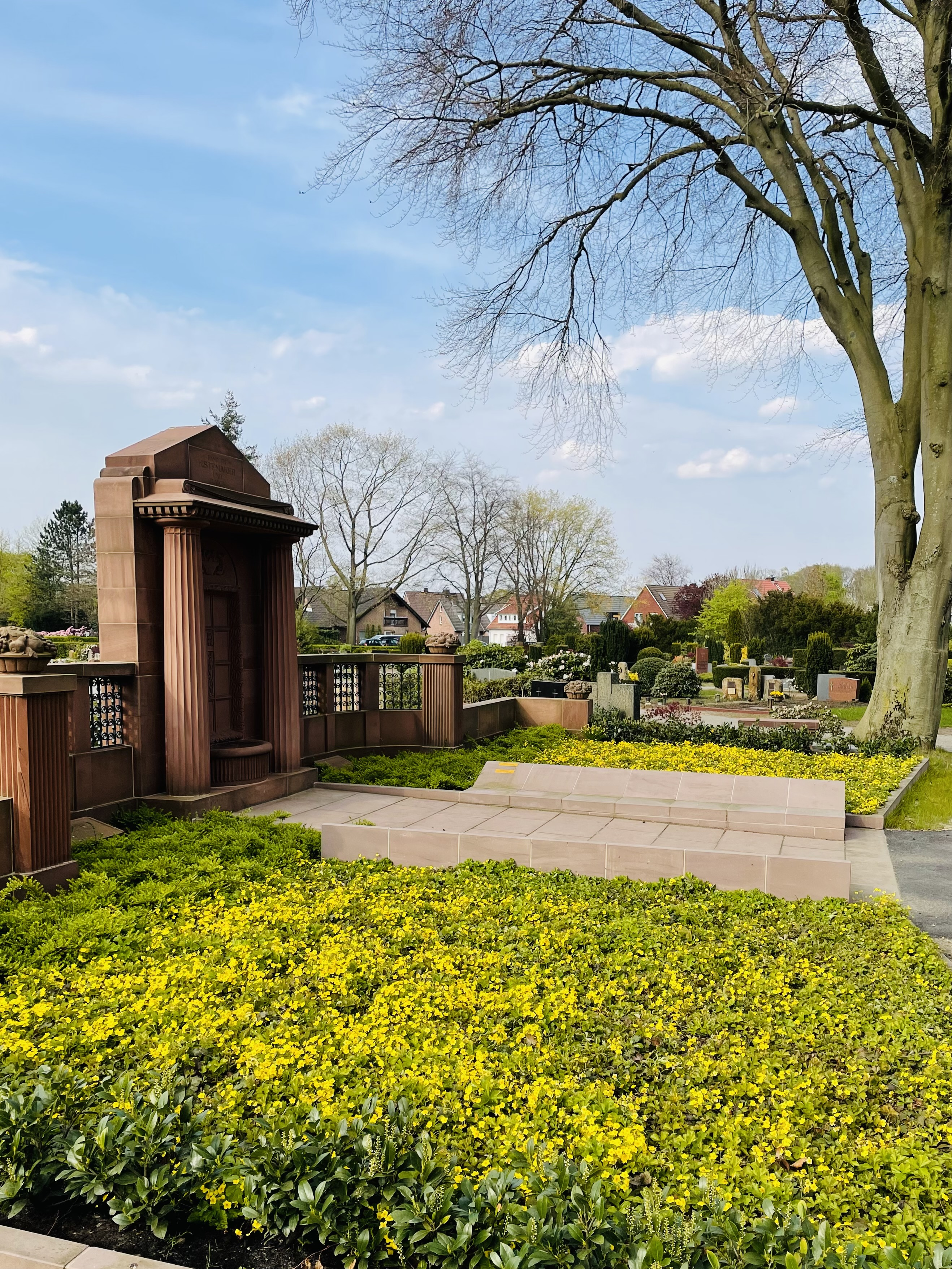
Grabstätte Rawe / Kistemaker und öffentliche Urnengrabanlage

Der Nordfriedhof Nordhorn am Deegfelder Weg in Nordhorn entstand 1919 als katholischer Friedhof und wurde ab 1947 um einen städtischen Teil erweitert.
Der katholische Teil des Friedhofs beherbergt unter anderem Grabstätten ehemaliger Nordhorner Textilfabrikanten aus der ersten Hälfte des 20. Jahrhunderts sowie eine Reihe von Pastorengräbern. Dieser Friedhofsteil mit seinem alten Baumbestand und der gärtnerischen Gestaltung sowie drei Grabanlagen stehen unter Denkmalschutz.

## Geschichte
Der katholische Teil des Nordfriedhofs am Deegfelder Weg entstand, nachdem der Nordhorner Textilfabrikant und Inhaber der Ludwig Povel & Co, Ludwig Povel, der katholischen Kirchengemeinde St. Augustinus 1919 das Grundstück mit dem Zweck der Errichtung eines Friedhofs testamentarisch vermacht hatte. Dort entstanden in den folgenden Jahren nicht nur eine Gruft für die Familie Povel, sondern auch aufwändige Grabstätten weiterer katholischer Textilfabrikanten, vor allem der Familien Dütting, Kistemaker und Rawe. Diese Grabanlagen stehen unter Denkmalschutz. Dieser ursprüngliche Teil des Friedhofs wird von der katholischen Kirchengemeinde St. Augustinus bewirtschaftet.
In den Jahren 1947/48 erhielt der Nordfriedhof einen 3,75 Hektar großen städtischen Friedhofsteil, der nach den Plänen der Stadtverwaltung Nordhorn errichtet wurde. In den 1980er Jahren erfolgte eine zweite Friedhofserweiterung sowie die Anlage eines Parkplatzes.

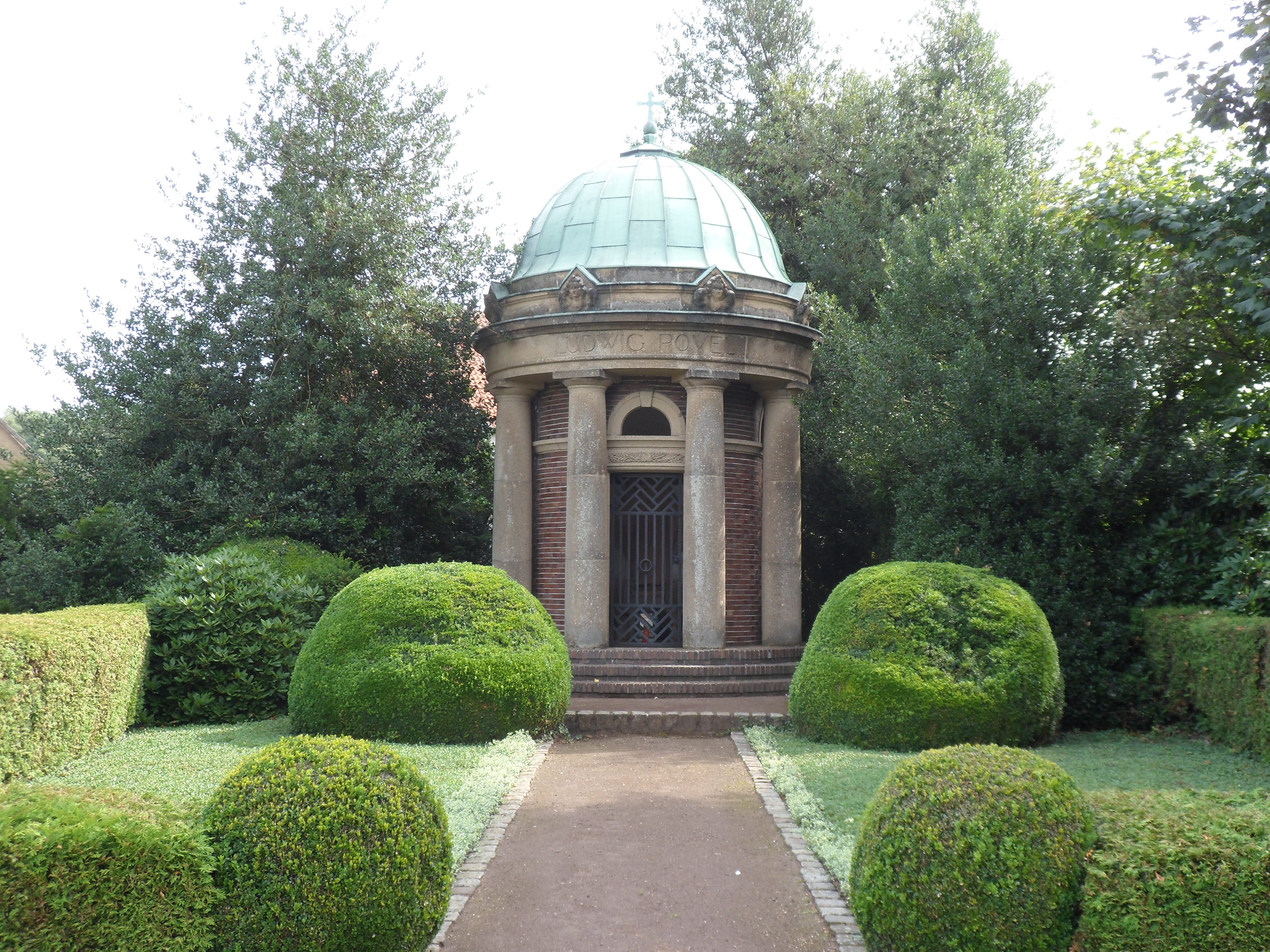
Grabstätte Povel
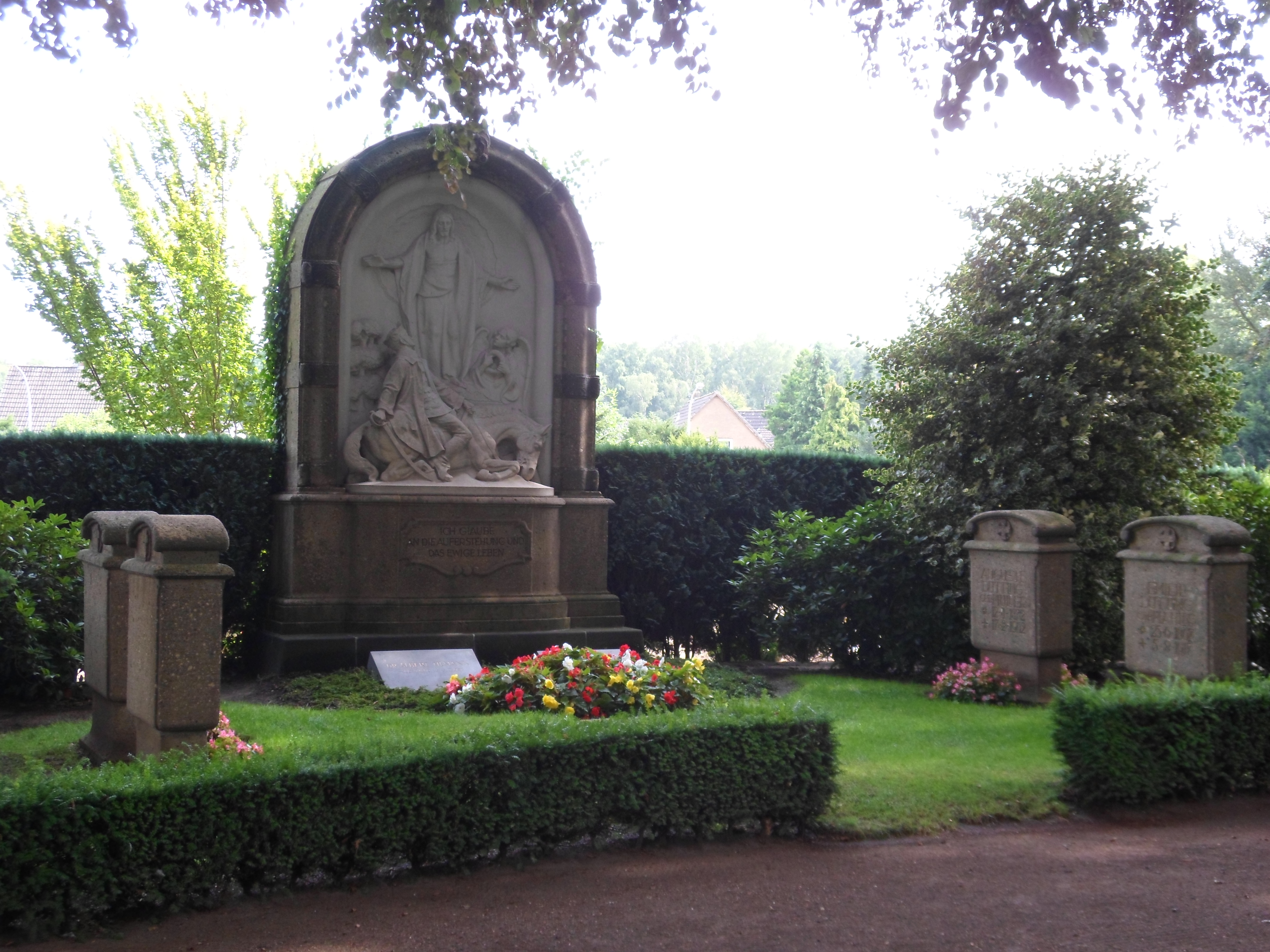
Grabstätte Dütting
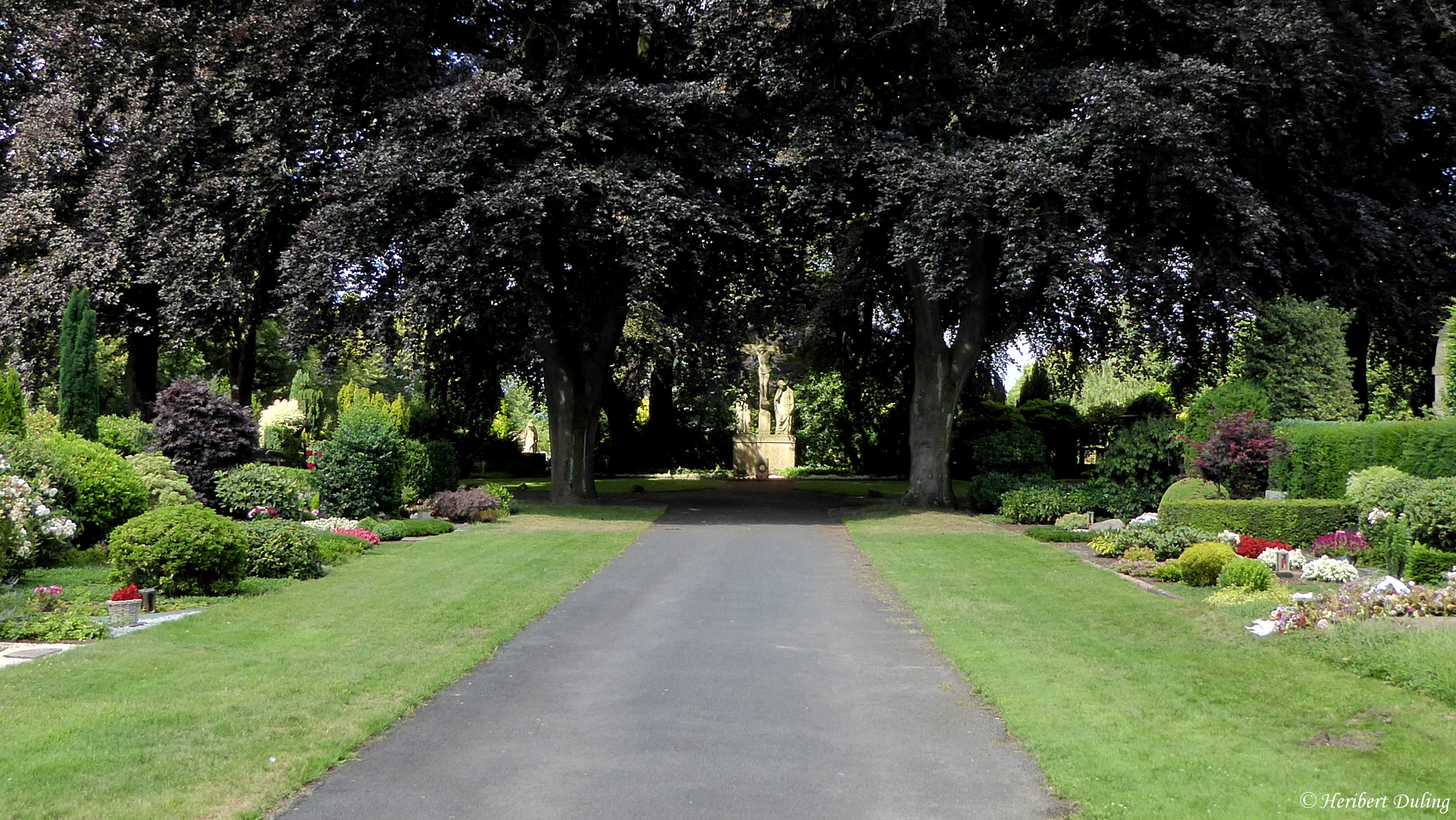
Hauptweg
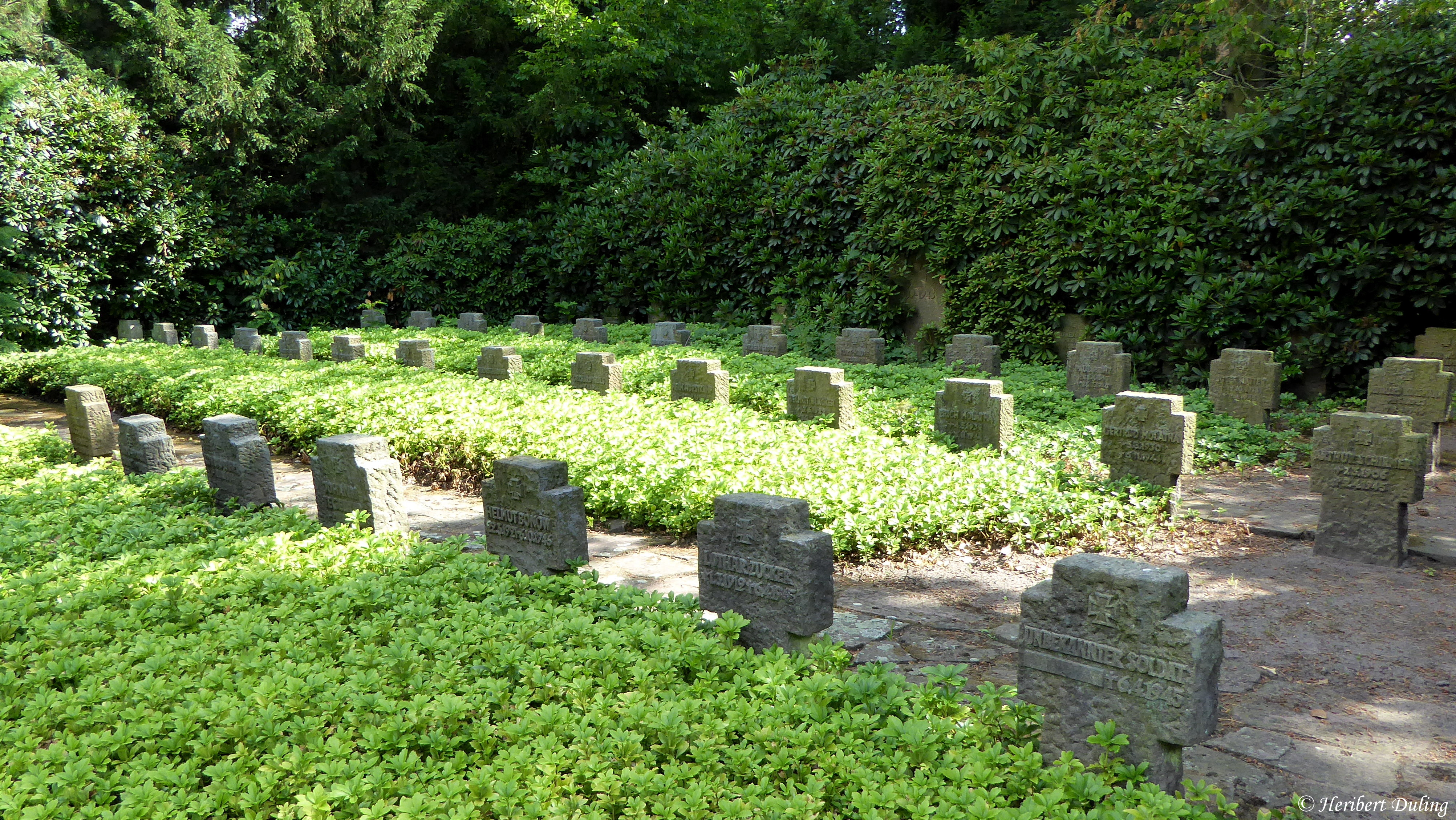
Soldatenfriedhof
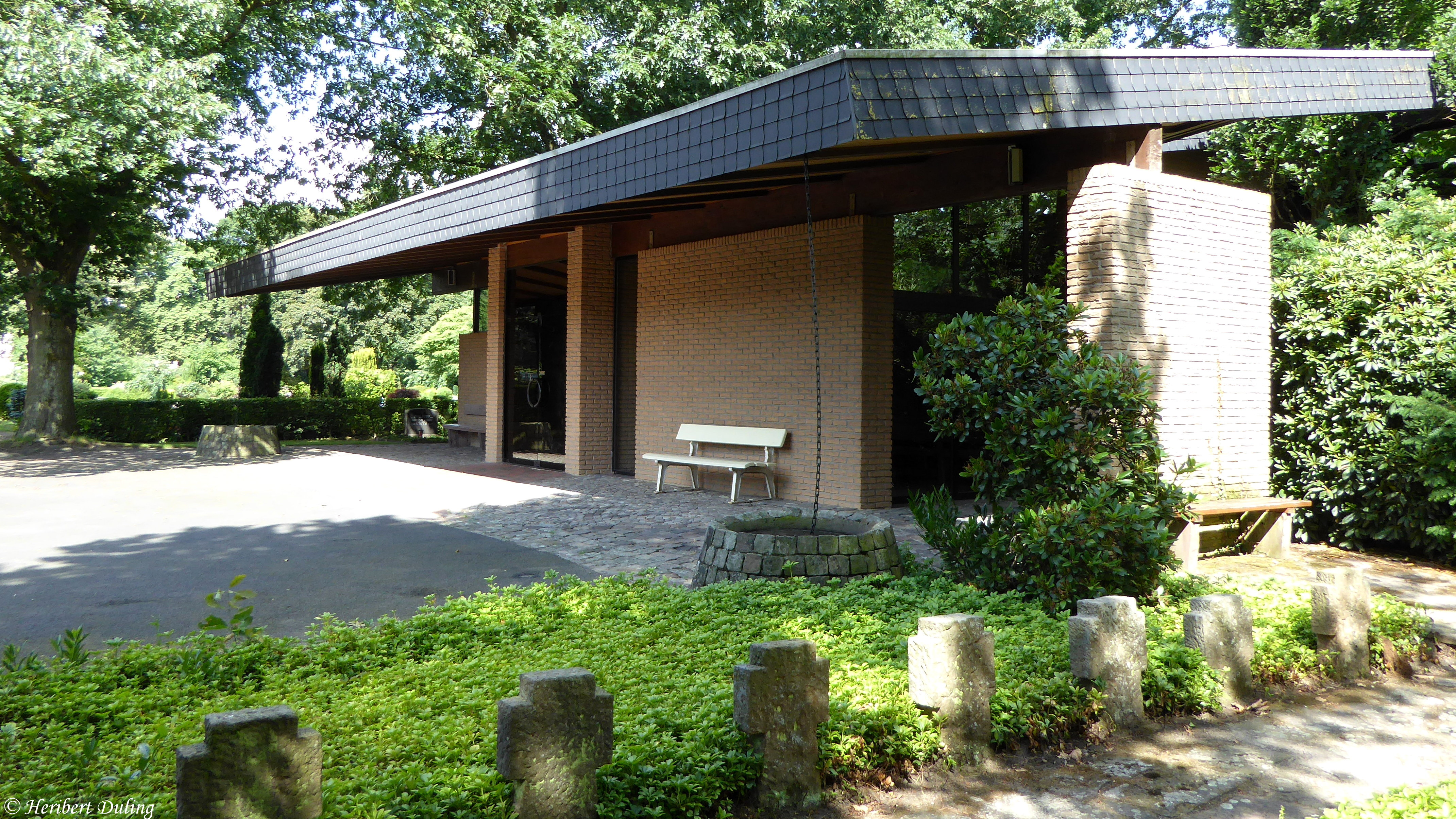
Friedhofskapelle